# I. Ferdinánd portugál király

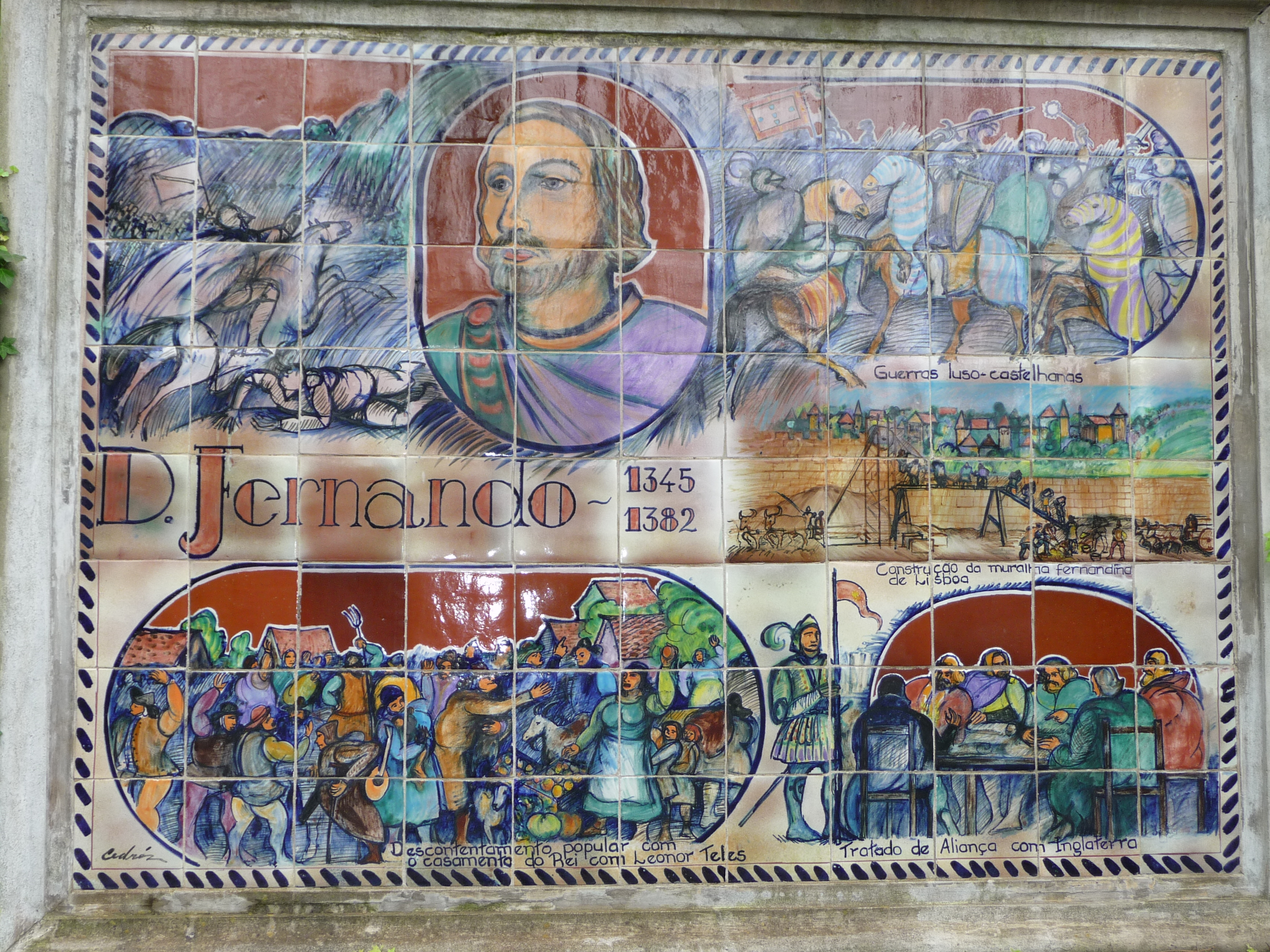
I. Ferdinánd király uralkodásának fő eseményei:
1. portugál–kasztíliai háború
2. a Ferdinánd-fal felépítése Lisszabonban,
3. Népi elégedetlenség a király és Leonora Teles házassága miatt
4. az angol–portugál szövetségi szerződés megkötése

I. Ferdinánd (Fernando I.) más néven Szép (portugálul: o Formoso), vagy Állhatatlan Ferdinánd (Santarém, 1345. október 31. – Lisszabon, 1383. október 22.) Portugália utolsó Burgundi-házi királya.

## Élete
I. Kegyetlen Péter király fiaként apja halála után, 1367-ben került a trónra. Kétszer is háborút indított Kasztília trónjának megszerzéséért, de sikertelenül. A háborúk alatt Portugália gazdasága megromlott, nőtt a belső elégedetlenség.
Az elégedetlenséget jelentősen fokozta a király magánélete. Ferdinánd beleszeretett Leonore Teles de Menezes-be, egy portugál nemes feleségébe, és elválasztatta őt férjétől, hogy maga vehesse feleségül. A nemesség és a nép elítélte ezeket a lépéseket, majd amikor Eleonóra királyné a kormányzásba mind jobban beavatkozva üldözni kezdte a király e lépését nem helyeslő nagyurakat, és mindent elkövetett azért, hogy Beatrix leányának biztosítsa a trónt, az elégedetlenkedők fegyveresen is fölkeltek hatalma ellen.
Fiú örökös nélkül halt meg, és formálisan valóban Beatrix követte a trónon. Eleonóra azonban a kormányzati hatalommal élve összeházasította leányát János herceggel, Kasztília trónörökösével, hogy e házassággal egyesítse Kasztíliát és Portugáliát. A portugálok erről hallani sem akartak, és a szervezkedők elől a királyné Kasztíliába menekült. A portugálok Ferdinánd féltestvérét, Jánost választották az ország védőjévé és kormányzójává. Ő két csatában is legyőzte a kasztíliai trónkövetelőt, és ezzel megszerezte magának a koronát.

## Családja
Feleségétől, Teles–Meneses Eleonóra úrnőtől, akivel 1372-ben házasodtak össze, 3 gyermeke született:
- Beatrix (1372–1408), I. Beatrix néven Portugália királynője, férje I. János kasztíliai király, 1 fiú:
  - Kasztíliai Mihály (1384–1385) portugál és kasztíliai király herceg (infáns) és portugál trónörökös
- Péter (Pedro) (1380), négy napig élt
- Alfonz (Afonso) (1382–1382).

Ezenkívül volt egy házasságon kívüli lánya:
- Izabella (Isabel) (1364–1395)